# Leporillus conditor
Il leporillo costruttore (Leporillus conditor (Sturt, 1848)) è un roditore della famiglia dei Muridi endemico dell'Australia.

## Descrizione

### Dimensioni
Roditore di grandi dimensioni, con la lunghezza della testa e del corpo tra 190 e 260 mm, la lunghezza della coda tra 148 e 180 mm, la lunghezza del piede tra 42 e 48 mm, la lunghezza delle orecchie tra 28 e 32 mm e un peso fino a 450 g.

### Aspetto
La pelliccia è fine e soffice. Le parti superiori sono bruno-grigiastre con dei riflessi rossicci particolarmente sui fianchi, mentre le parti inferiori sono grigio-giallastro chiaro. Le orecchie sono lunghe e larghe. La testa è corta e larga, il muso è corto, gli occhi sono relativamente grandi. Le zampe sono bruno-grigiastre esternamente e bianche internamente. La coda è più corta della testa e del corpo, è finemente ricoperta di peli ed è marrone sopra e grigia sotto. Il cariotipo è 2n=48 FN=56.

## Biologia

### Comportamento
È una specie terricola, gregaria e notturna. Costruisce grandi nidi larghi fino a due metri e profondi uno, con rametti intrecciati intorno ad una base di arbusti, sotto rocce sporgenti od in grotte superficiali. Gli esemplari reintrodotti sulla terraferma vivono in gruppi familiari di 5-6 individui.

### Alimentazione
Si nutre di foglie di piante succulente.

### Riproduzione
Le femmine danno alla luce 1-4 piccoli alla volta con picchi tagionali tra marzo ed aprile, dopo una gestazione di 44 giorni.

## Distribuzione e habitat
Questa specie è endemica delle Isole Franklin, nell'Australia Occidentale. In passato era diffusa in gran parte dell'Australia meridionale. Recentemente è stata introdotta sull'Isola St.Peter e reintrodotta sull'Isola Reevesby e in alcune aree dell'Australia Occidentale e del Nuovo Galles del Sud.
Vive in boscaglie di piante succulente.

## Conservazione
La IUCN Red List, considerato che solo in 5 delle 8 località dove la popolazione presente è sufficiente per riprodursi, e che le minacce non sono terminate, anche a causa dell'introduzione di predatori, agli incendi, alluvioni e malattie, classifica L. conditor come specie vulnerabile (VU).
La CITES ha inserito questa specie nell'appendice I.